# NORAD

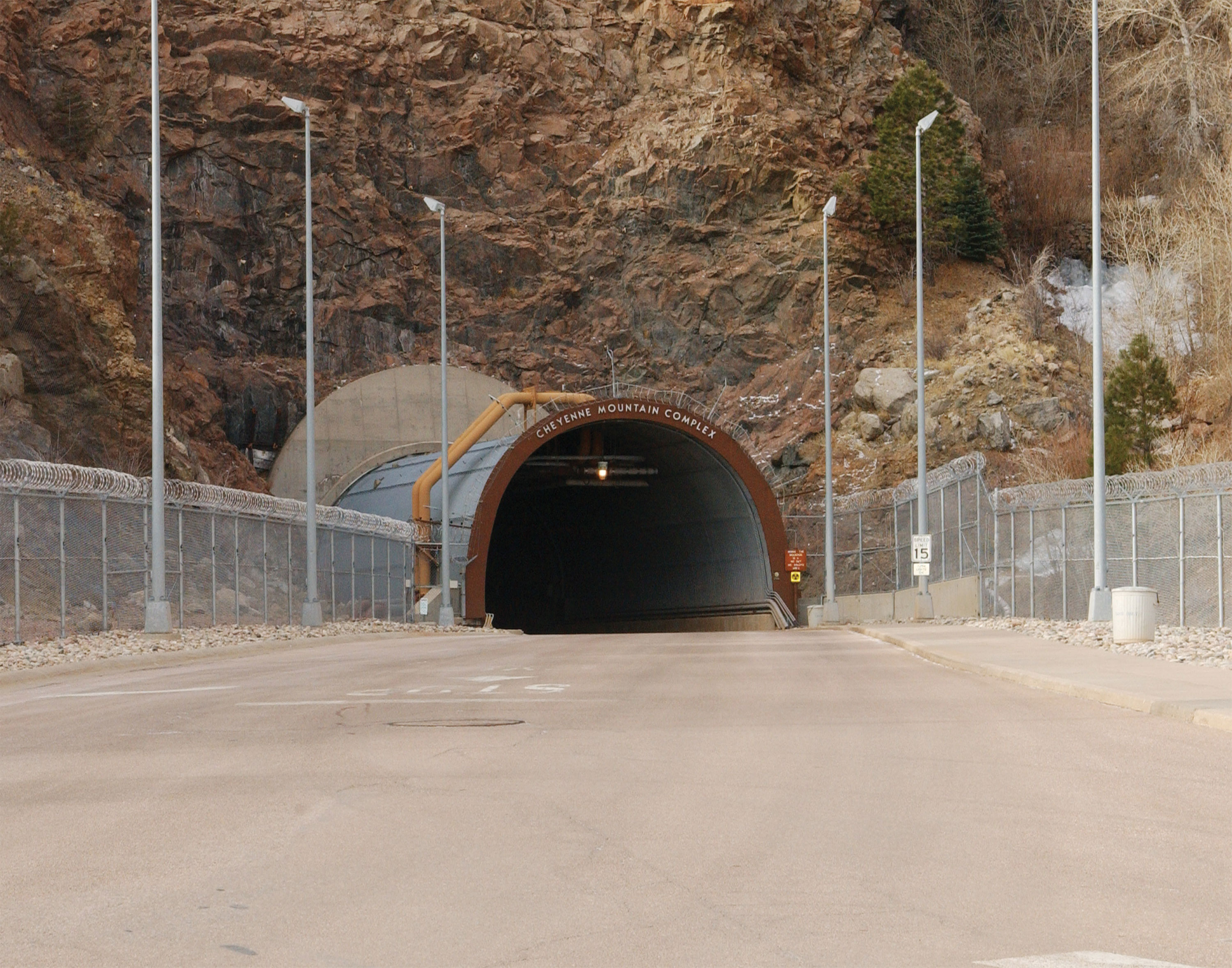
Entrada al complex de la muntanya Cheyenne.

NORAD és l'acrònim de North American Aerospace Defense Command (Comandament Nord-americà de Defensa Aeroespacial).
Es tracta d'una organització conjunta dels Estats Units, i el Canadà que proveeix de defensa i control aeri a tota Amèrica del Nord. Es va fundar el 12 de maig de 1958 sota el nom de 'Comandament Nord-americà de Defensa Aèria' (North American Air Defense Command). Des 1963, la principal instal·lació del NORAD està a Cheyenne Mountain, a l'estat de Colorado. En aquestes instal·lacions transcorre bona part de la pel·lícula Jocs de guerra i també la sèrie de ciència-ficció Stargate SG-1.
Mentre que els termes "NORAD" i "Cheyenne Mountain" són usats indistintament en el llenguatge comú, la veritat és que NORAD és el nom de la unitat, mentre que Cheyenne Mountain es refereix a les instal·lacions de la caserna general.

## Missió

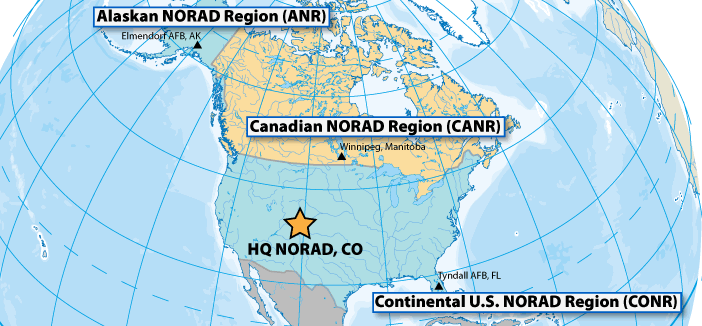
NORAD organisation.

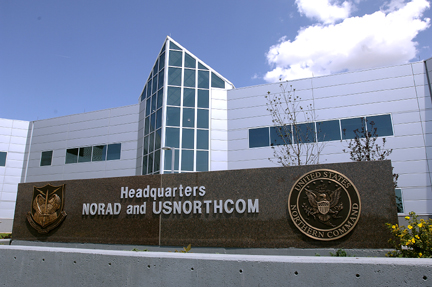
NORAD Casernes.

NORAD proveeix comunicació global, detecció, validació i alerta de possibles atacs de míssils balístics cap Amèrica del Nord abastant detecció continental, també proveeix alerta primerenca en temps de pau en cas que l'espai aeri aquest compromès.

## Història
Va ser creat com una resposta a l'amenaça de bombarders  soviètics de llarg abast que podrien atacar Estats Units i el Canadà. A principis de 1950 els dos països van arribar a un acord per construir una sèrie de radars d'alerta primerenca a través dels seus territoris per detectar possibles atacs Soviètics a través de l'Àrtic. En total es van construir 58 estacions de radar al llarg del paral·lel 69. Aquesta infraestructura proporcionava una prealerta de 3 hores abans de l'atac arribés a centres de població d'ambdós països. Més tard durant la presidència de George W. Bush la missió i extensió de la missió de NORAD va portar al canvi de nom a North American Aerospace Defense Command (Comandament Nord-americà de Defensa Aeroespacial), al març de 2007

### Guerra Freda i falses alarmes

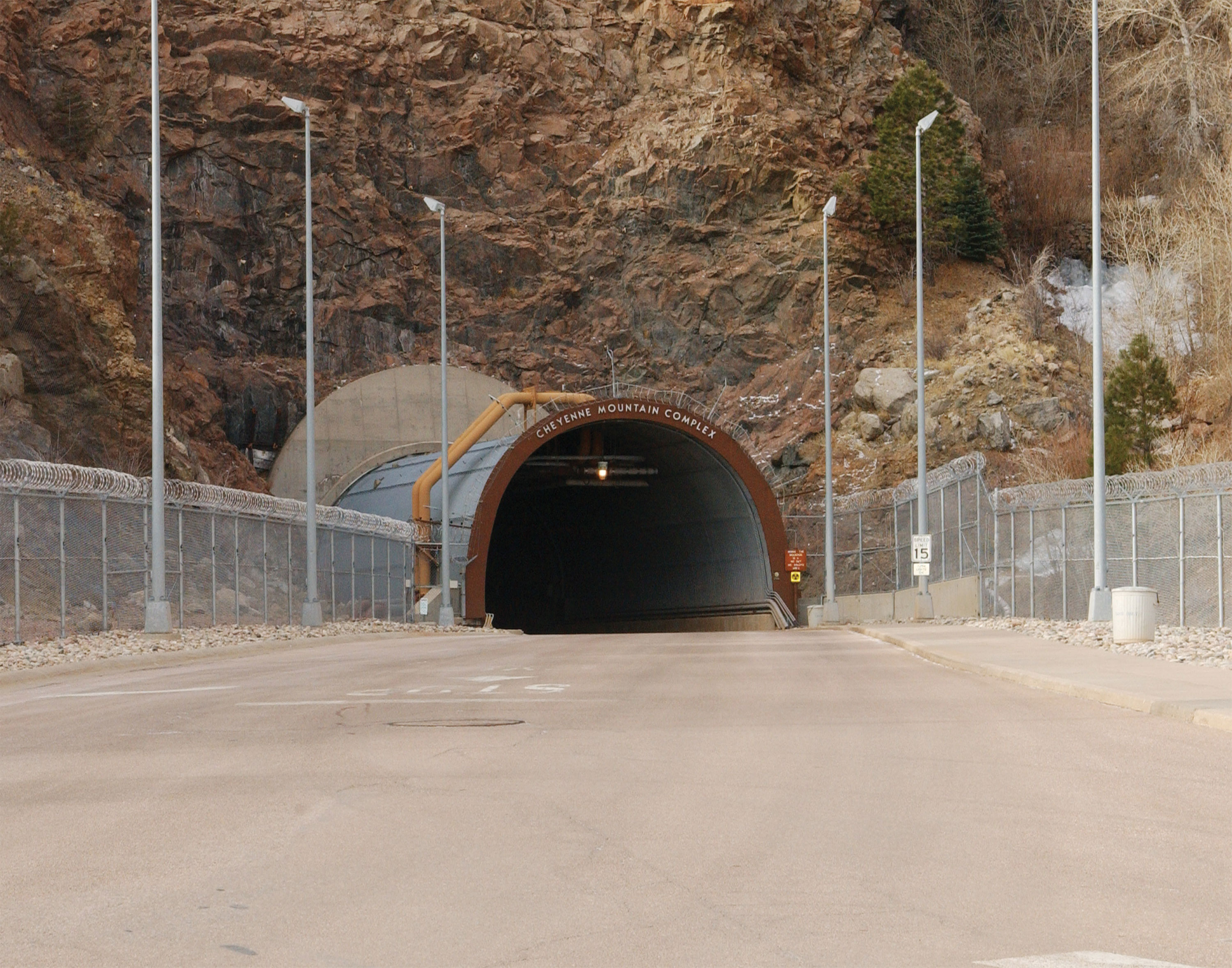
entrada NORD NORAD.

A principis de 1960 al centre emprava 250.000 persones. Després de la introducció de  míssils intercontinentals i de llançament submarí es va construir un sistema especial d'advertiment global per detectar, rastrejar i identificar llançaments.
El sistema de NORAD ha tingut incidents com fallades en super-computadors que van poder haver causat una guerra nuclear, l'últim va tenir lloc el 9 de novembre de 1979 el qual va ocasionar una falsa alarma que es va estendre en diverses bases de la  Força Aèria al voltant del món, va ocasionar que els bombarders del Pacífic fossin posats en l'aire amb armament nuclear.

## Post Guerra Freda

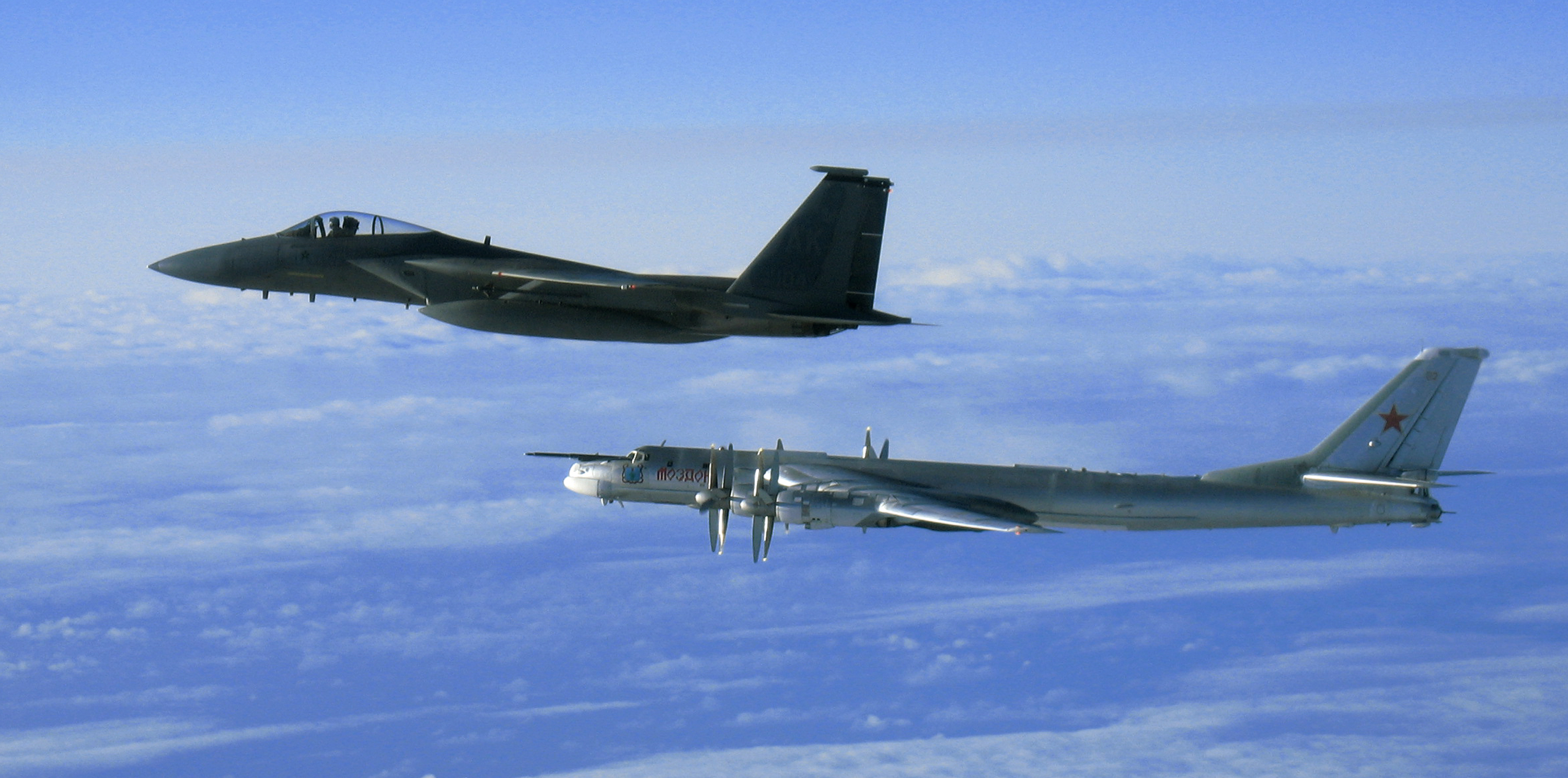
F-15 i TU-95 durant vols prop d'Alaska.

Després de la fi de la Guerra Freda i per evitar retallades en el seu pressupost, el NORAD es va destinar a cobrir operacions contra el narcotràfic.

## Després de l'11 de setembre
Després dels atacs de l'11 de setembre de 2001, la missió del centre incloure el monitoratge de tots els vols realitzat als Estats Units. NORAD va coordinar l'operació Noble Eagle per vigilar els cels del país usant avions d'alerta primerenca Boeing E-3 Sentry.
El 28 de juliol de 2006, els oficials superiors de NORAD van acordar consolidar tota la informació generada i operacions diàries al centre a l'edifici Peterson de la Força Aèria a Colorado Springs. La muntanya serà utilitzada només com un resguard.